# Alexander Michailowitsch Orlow

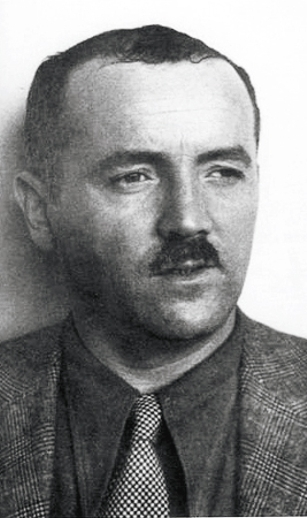
Alexander Michailowitsch Orlow (1930)

Alexander Michailowitsch Orlow (russisch Александр Михайлович Орлов, wiss. Transliteration Aleksandr Michajlovič Orlov, eigentlich Leiba Lasarewitsch Feldbein, russisch Лев (Лейб) Лазаревич Фельдбин, * 21. August 1895 in Bobrujsk; † 25. März 1973 in Cleveland) war ein führender Mitarbeiter des sowjetischen NKWD. Er lief 1938 in die USA über und warnte Leo Trotzki vor einem bevorstehenden Attentat.

## Leben
Der im heutigen Belarus geborene Feldbein besuchte das Lasarewsky-Institut in Moskau und wechselte nach zwei Semestern an die Lomonossow-Universität. Sein Studium der Rechtswissenschaften brach er ab, als er während des Ersten Weltkrieges in die Russische Zarenarmee eingezogen wurde.
Mit Beginn des Russischen Bürgerkrieges trat er in die Rote Armee ein und führte als Tschekist an der Polnischen Front nahe Kiew Sabotageaktionen aus. Später diente er der GPU in Archangelsk. 1921 verließ er die Rote Armee, um weiterzustudieren. Einige Jahre arbeitete er für Krylenko im Justizministerium. 1924 wechselte er zu seinem Cousin Sinowi Katznelson, der der Leiter der Wirtschaftsabteilung der OGPU, des EKU, war. Unter seinem seit 1920 geführten Namen Lew Nikolski trat er als Offizier in die Finanzabteilung 6 der Geheimpolizei ein.
Als Katznelson zum Leiter der transkaukasischen OGPU-Truppen ernannt wurde, nahm Nikolski mit seiner Frau dessen Angebot an, nach Tiflis zu ziehen. Er kommandierte eine Grenzeinheit. Seine Tochter erkrankte an Rheumatischem Fieber. Nikolski bat seinen Freund und früheren Kollegen Artur Artusow um eine Tätigkeit, bei der europäische Ärzte sie behandeln könnten. 1926 wechselte er deshalb zum Auslandsnachrichtendienst INO, in dem Artusow eine führende Funktion innehatte. Dieser sandte ihn mit dem Pseudonym Léon Nikolaeff als Mitglied einer sowjetischen Handelsdelegation nach Paris.
Ein Jahr später zog er nach Berlin und kehrte Ende 1930 nach Moskau zurück. Mit dem Auftrag, Kontakt zu seinen Verwandten herzustellen und einen amerikanischen Pass zu erlangen, um frei in Europa reisen zu können, wurde er in die USA gesandt. Mit dem Passagierschiff Europa erreichte er von Bremen aus als „Leon L. Nikolajew“ am 22. September 1932 das Zielland. Nachdem er einen Pass auf „William Goldin“ erhalten hatte, reiste er am 30. November d. J. mit der Bremen zurück. In Moskau bat er erneut um einen Auslandsauftrag zur Behandlung seiner Tochter, diesmal durch Carl von Noorden in Wien. Als „Nikolajew“ erreichte er Wien im Mai 1933 und ließ sich in Hinterbrühl nieder. Drei Monate später ging er nach Prag, wechselte von seinem sowjetischen zum amerikanischen Reisepass und fuhr weiter nach Genf.
Nikolski operierte unter dem Codenamen EXPRESS gegen das französische Deuxième Bureau, allerdings erfolglos. Seine Gruppe bestand aus dem Illegalen Alexander Korotkow, dessen Frau und dem Kurier Arnold Finkelberg. Im Mai 1934 war er wieder in Wien bei seiner Familie. Er erhielt Anweisung, nach Kopenhagen zu gehen, um dort Ignaz Reiss und dem in Paris lebenden Ungarn Theodor Maly zu assistieren.
Im Juni 1935 wurde Nikolski als William Goldin als Resident in London aktiv, jedoch unabhängig von Kim Philby und der Cambridge-Five-Gruppe des NKWD. Im Oktober 1935 kehrte er nach Moskau zurück, wurde aus dem Auslandsdienst entlassen und erhielt eine niederrangige Position als stellvertretender Leiter der Transportabteilung (TO) des NKWD.

### Spanischer Bürgerkrieg
Im Juli 1936 wurde er als NKWD-Verbindungsmann zum Innenministerium der Zweiten Spanischen Republik nach Madrid entsandt, wo er am 15. September 1936 eintraf. Im Gegensatz zu seinem NKWD-Kollegen Grigori Syrojeschkin leitete Orlow aber keine Guerilla-Operationen auf Falange-Gebiet. Er kommandierte die Operation zum Transfer des spanischen Goldes nach Moskau, mit dem Waffenlieferungen bezahlt werden sollten. Lastwagenkolonnen benötigten vier Tage, um eine Ladung von 510 Tonnen Gold aus einem Bergversteck in den Hafen von Cartagena zu bringen. Auf vier Schiffen wurde das Gold nach Odessa gebracht. Orlow erhielt für diese Aktion den Leninorden.
Orlows Hauptaufgabe in Spanien bestand allerdings im Kampf gegen Trotzkisten und Anarchisten, die sich einem sowjetischen Gesellschaftsmodell widersetzten. Er fabrizierte „Beweise“, die zur Verhaftung und zum Verschwindenlassen linkskommunistischer POUM-Führer nötig waren. NKWD-Archivunterlagen legen nahe, dass er die Entführung und Ermordung des POUM-Führers Andrés Nin plante und durchführte.
In einem Report an seine Vorgesetzten vom August 1937 legte er einen Plan dar, wie der österreichische Sozialist Kurt Landau gefangen zu nehmen und zu ermorden sei. Sein Stellvertreter, Stanislaw Vaupschasow, entwarf und baute ein Krematorium zur spurlosen Vernichtung menschlicher Überreste. Als Opfer Orlows sind auch der frühere Sekretär Trotzkis, Erwin Wolf, sowie Mark Rein, Sohn des Menschewiken-Führers Abramowitsch, anzusehen, die beide in Spanien verschwanden. Auch am Verschwindenlassen des belarussischen Offiziers und NKWD-Doppelagenten Skoblin (Codename Farmer) war er beteiligt.
Obwohl Orlow der führende NKWD-Offizier in Spanien war, bestritt er später die Beteiligung an diesen und vielen anderen kriminellen Handlungen, die von seinen NKWD-Offizieren und ihren Agenten ausgeführt worden waren.

### Flucht
1938 sah Orlow aus der Distanz, wie im Zuge des Großen Terrors nach und nach seine Freunde und Verbindungsleute festgenommen und erschossen wurden. Der Punkt seiner Entscheidung kam, als er zu einem Treffen mit einem ihm unbekannten NKWD-Offizier auf ein sowjetisches Schiff nach Antwerpen gerufen wurde. Statt zum vereinbarten Treffen zu erscheinen, stahl Orlow 60.000 US$ operative Gelder aus dem NKWD-Tresor und floh mit Frau und Tochter nach Kanada. Möglich ist auch, dass er als Diplomat getarnt am 13. Juli 1938 an der Ermordung des Trotzki-Sekretärs Rudolf Klement beteiligt war – an dem Tag, an dem er Paris verließ.
Von Kanada aus kündigte Orlow brieflich dem NKWD-Chef Nikolai Iwanowitsch Jeschow an, sowjetische Geheimdienstoperationen zu verraten, wenn er versuche, ihn oder seine Familienangehörigen zu töten. In einem zweiseitigen Anhang listete Orlow die Decknamen im Westen operierender Spione und „Maulwürfe“ auf. Zugleich sandte er einen Brief an Trotzki, in welchem er ihn vor dem NKWD-Agenten Mark Zborowski (Deckname TULIP) im Umfeld seines Sohnes Lew Sedow warnte. Trotzki wertete den Brief als Provokation. Orlow reiste dann in die USA und lebte dort illegal. Vermutlich auf Anweisung Stalins versuchten das NKWD und dessen Nachfolgebehörden bis 1969 nicht, ihn zu finden.

### Kreml-Geheimnisse
Kurz nach Stalins Tod im März 1953 und 15 Jahre nach seiner Flucht veröffentlichte Orlow The Secret History of Stalin’s Crimes, welches 1956 auch auf Deutsch als Kreml-Geheimnisse erschien. Die Arbeit, die in gewisser Weise der Geheimgeschichte von Prokopios von Caesarea ähnelt, enthält eine Anzahl bis dahin unbekannter Anekdoten über die Geschehnisse in der Lubjanka in der Zeit des Terrors. Es existieren keine Quellen- oder Dokumentenverweise, manchmal beruht sie auf Klatsch, und gelegentlich ist sie in Dialogform geschrieben. Zur Zeit der Erstpublikation waren die Geschichten nicht verifizierbar, da beinahe alle Zeugen eliminiert worden waren.
Ein Textvergleich mit Walter Krivitskys Buch In Stalin’s Secret Service zeigt für beide Bücher, dass der Informant zur Geschichte der Moskauer Prozesse Abram Slutsky war, Leiter der NKWD-Auslandssektion. Viele Historiker nehmen an, dass Orlows Geschichten, wenn auch nacherzählt, teils wahr sind, allerdings nicht, was seine persönliche Beteiligung an den Verbrechen betrifft. Orlow hat dennoch einen Blick für eigenwillige Details, und sein Gespür für die Charaktere der Dialoge geben den Anekdoten eine gewisse Authentizität.
Orlow berichtet in seinen „Kreml-Geheimnissen“ (1953) auch von Vorkommnissen, die sich auf deutschem Boden kurz vor und nach der nationalsozialistischen Machtergreifung und auf Befehl Stalins ereignet haben sollen. Dazu zählen u. a. die erpressten Aussagen von E. S. Holtzmann im Rahmen des ersten Moskauer Schauprozesses vom 19. bis 24. August 1936. Besagter Holtzmann sei im November 1932 in einer offiziellen Mission nach Berlin gekommen und habe sich angeblich dort in verschwörerischer Absicht mit Trotzkis Sohn Sedow getroffen. Auf einer der folgenden Konferenzen hätte Sedow angeblich Holtzmann den Vorschlag gemacht, mit ihm nach Kopenhagen zu fahren, um dort den seit 1929 exilierten Trotzki im Hotel Bristol zu treffen. Diese den Schauprozessberichten zu entnehmenden Einzelheiten der Vernehmung entbehren nach Orlow jedoch jedweder Authentizität, weil es in Kopenhagen im November 1932 überhaupt kein Hotel Bristol gegeben habe. Und zum anderen konnte der Sohn Trotzkis Zeugnisse vorlegen, die beweisen, dass er an den Tagen, als sein Vater in Kopenhagen weilte, Prüfungen an der Technischen Hochschule in Berlin absolviert hatte.
Ein weiteres Detail zeigt, wohin die Erwartungen des Verhörpersonals gingen: Der frühere Agent der Auslandsabteilung des NKWD, Valentin Olberg, hatte in Berlin im Auftrag Stalins als geheimer Berichterstatter die deutschen Trotzkisten überwacht. Im Jahre 1930 hatte er auf Befehl des Residenten der OGPU in Deutschland versucht, die Stellung eines Sekretärs bei Trotzki zu erhalten. Trotzki lebte in diesen Jahren im Exil in der Türkei. Doch Olbergs Plan scheiterte, weil es Orlow zufolge Olberg nicht gelang, „das Vertrauen der Trotzki-Leute zu gewinnen“, darunter der Leibgarde unter J. G. Bljumkin.
In den Schauprozessen sagt Olberg auch über eine andere Person, Zoroch Friedmann, aus, dieser habe wie er als Mitglied der Berliner Trotzki-Verschwörung (gegen Stalin) angehört. Die Berliner Trotzki-Sektion wird in den Schauprozessen immer wieder erwähnt. Sie solle bis in die Spätzeit des nationalsozialistischen Deutschlands den Plan verfolgt haben, „die Deutschen, die zum Krieg gegen die Sowjetunion schreiten“, zusammenzuführen und „den Anhängern Trotzkis zur Macht zu verhelfen“. Als Preis dafür habe Trotzki der deutschen Regierung unter Hitler neben der Gewährung einer Anzahl von Wirtschaftskonzessionen auch die „Abtretung der Ukraine zugesagt“.
Bei einem weiteren Angeklagten, Pjatakow, wird der Flughafen Tempelhof zum Tatort des Schauprozesses. Für Orlow war Berlin neben Oslo und Kopenhagen nur einer von diversen westeuropäischen Tatorten einer trotzkistischen Verschwörung aus dem Ausland zur Ermordung Stalins. Daneben versucht er an vielen Stellen zu zeigen, dass Stalin dieser Schauplätze bedurfte, um an Trotzki und seinen Anhängern Rache zu nehmen. Zu den eindrucksvollsten Passagen des Buches gehört die Schilderung seiner Begegnungen mit Pawel Allilujew, dem damaligen Schwager Stalins. Er lernt ihn in Berlin im Jahre 1929 kennen, als kaum jemand von der sowjetischen Kolonie in der Berliner Handelsmission wusste, dass er der Schwager Stalins war.

### Mann ohne Heimat
Nach der Publikation der Kreml-Geheimnisse 1953 wurde Orlow vom FBI sowie zweimal von einem Unterkomitee des Senats vernommen. Orlow relativierte seine Geheimdienstaktivitäten und verschwieg weiter die Namen der Sowjetagenten im Land. CIA und FBI genierte die Entdeckung, dass über einen solch langen Zeitraum ein russischer Geheimdienstoffizier (Orlow war Major) unerkannt in den USA hatte leben können.
1956 schrieb Orlow im Life Magazine den Artikel The Sensational Secret Behind the Damnation of Stalin (Das sensationelle Geheimnis hinter der Verurteilung Stalins). Die Geschichte erzählt, dass NKWD-Agenten in zaristischen Archiven Unterlagen fanden, die bewiesen, dass Stalin früher Agent der Ochrana war. Auf Basis dieses Wissens hätte der NKWD den Sturz Stalins mit Hilfe von Führern der Roten Armee geplant. Stalins Entdeckung dieses Plans hätte dann zum Geheimprozess gegen Tuchatschewski und zur Liquidation vieler Offiziere der Roten Armee kurz vor Beginn des Zweiten Weltkrieges geführt.
Orlow und seine Frau lebten weiter zurückgezogen in den USA. 1963 half ihm die CIA, ein weiteres Buch zu veröffentlichen (The Handbook of Counter-Intelligence and Guerilla Warfare) und verschaffte ihm eine Stelle als Forscher am rechtswissenschaftlichen Institut der University of Michigan. Er zog nach Cleveland, wo zuerst seine Frau und bald darauf er selbst starben. Seinen russischen Namen Alexander Michailowitsch Orlow hatte er Alexander Michailowitsch Golizyn (1718–1783), einem russischen Diplomaten und General-Feldmarschall, entlehnt. Orlows letztes Buch (The March of Time) publizierte 2004 sein Unterstützer, der frühere FBI-Agent Ed Gazur.

## Veröffentlichungen
- Alexander Orlov: The Secret History of Stalin’s Crimes. Random House, 1953. (deutsche Ausgabe: Kreml-Geheimnisse. Marienburg-Verlag, Würzburg 1956, übersetzt von Karl Kindermann)
- Alexander Orlov: The Handbook of Intelligence and Guerrilla Warfare. Ann Arbor, University of Michigan Press, 1963.
- Alexander Orlov: The March of Time. St Ermin’s Press, 2004, ISBN 1-903608-05-8.